# Santans
Santans est une commune française située dans le département du Jura, dans la région culturelle et historique de Franche-Comté et la région administrative Bourgogne-Franche-Comté.

## Géographie
Le village de Santans fait partie de l'arrondissement de Dole et du canton de Mont-sous-Vaudrey. Il se situe entre la forêt de Chaux et la rive droite de la Loue. Les maisons à l'architecture typique franc-comtoise disposées en amphithéâtre sur le penchant d'un rapide coteau, sont situées dans un périmètre protégé.

### Climat
Pour des articles plus généraux, voir Climat de la Bourgogne-Franche-Comté et Climat du département du Jura.
En 2010, le climat de la commune est de type climat des marges montargnardes, selon une étude du Centre national de la recherche scientifique s'appuyant sur une série de données couvrant la période 1971-2000. En 2020, Météo-France publie une typologie des climats de la France métropolitaine dans laquelle la commune est exposée à un climat semi-continental et est dans la région climatique  Jura, caractérisée par une forte pluviométrie en toutes saisons (1 000 à 1 500 mm/an), des hivers rigoureux et un ensoleillement médiocre. 
Pour la période 1971-2000, la température annuelle moyenne est de 10,6 °C, avec une amplitude thermique annuelle de 17,2 °C. Le cumul annuel moyen de précipitations est de 1 110 mm, avec 12,6 jours de précipitations en janvier et 9,1 jours en juillet. Pour la période 1991-2020, la température moyenne annuelle observée sur la station météorologique de Météo-France la plus proche, « Dole », sur la commune de Dole à 15 km à vol d'oiseau, est de 11,6 °C et le cumul annuel moyen de précipitations est de 1 023,0 mm. 
La température maximale relevée sur cette station est de 40 °C, atteinte le 31 juillet 2020 ; la température minimale est de −24 °C, atteinte le 10 janvier 1985,,. 
Les paramètres climatiques de la commune ont été estimés pour le milieu du siècle (2041-2070) selon différents scénarios d'émission de gaz à effet de serre à partir des nouvelles projections climatiques de référence DRIAS-2020. Ils sont consultables sur un site dédié publié par Météo-France en novembre 2022.

## Urbanisme

### Typologie
Au 1er janvier 2024, Santans est catégorisée commune rurale à habitat dispersé, selon la nouvelle grille communale de densité à sept niveaux définie par l'Insee en 2022.
Elle est située hors unité urbaine. Par ailleurs la commune fait partie de l'aire d'attraction de Dole, dont elle est une commune de la couronne,. Cette aire, qui regroupe 87 communes, est catégorisée dans les aires de 50 000 à moins de 200 000 habitants,.

### Occupation des sols
L'occupation des sols de la commune, telle qu'elle ressort de la base de données européenne d’occupation biophysique des sols Corine Land Cover (CLC), est marquée par l'importance des forêts et milieux semi-naturels (65,8 % en 2018), une proportion identique à celle de 1990 (65,8 %). La répartition détaillée en 2018 est la suivante : 
forêts (64,1 %), terres arables (22,2 %), zones agricoles hétérogènes (5,8 %), prairies (3,7 %), zones urbanisées (2,5 %), milieux à végétation arbustive et/ou herbacée (1,7 %). L'évolution de l’occupation des sols de la commune et de ses infrastructures peut être observée sur les différentes représentations cartographiques du territoire : la carte de Cassini (XVIIIe siècle), la carte d'état-major (1820-1866) et les cartes ou photos aériennes de l'IGN pour la période actuelle (1950 à aujourd'hui).

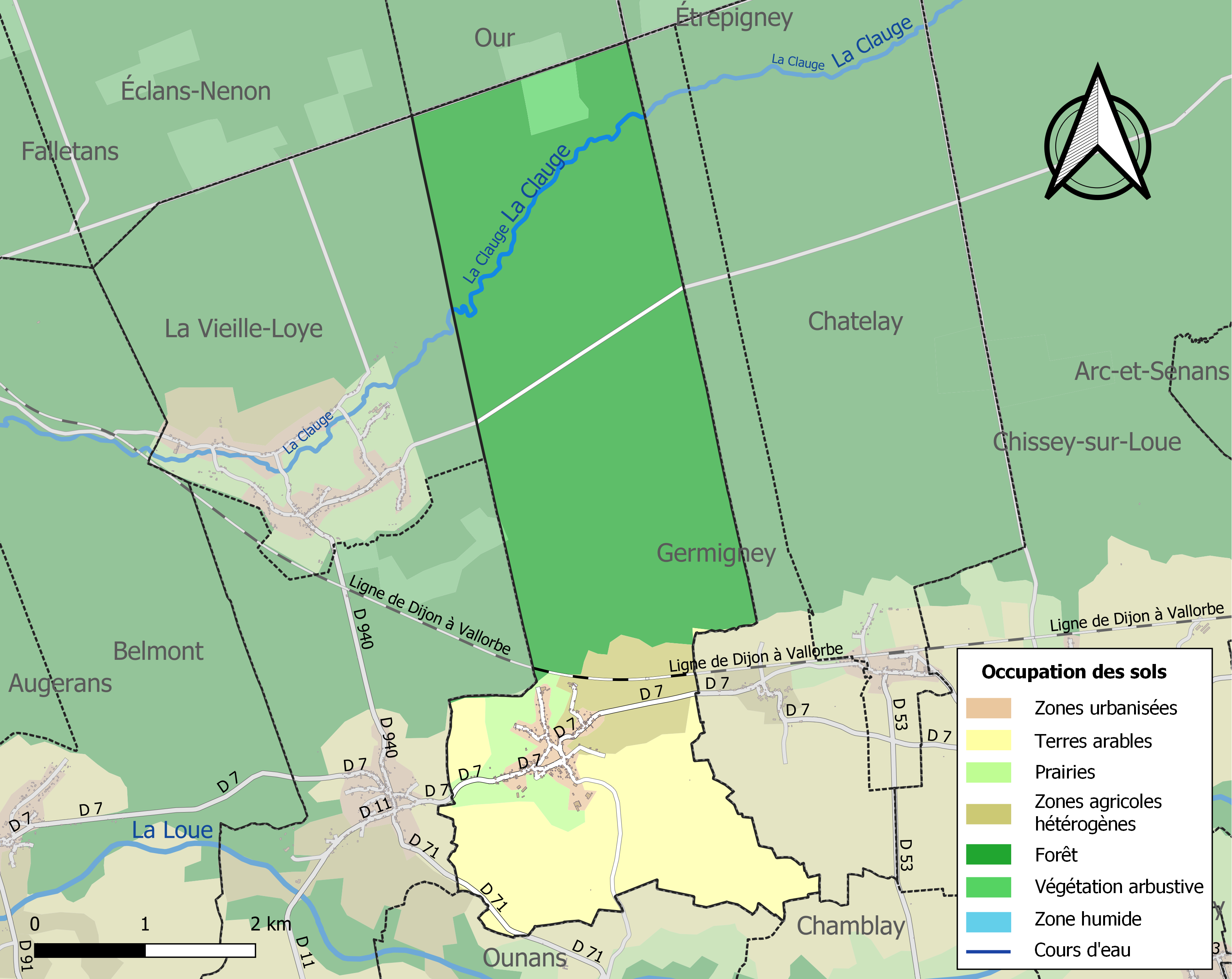
Carte des infrastructures et de l'occupation des sols de la commune en 2018 (CLC).

## Histoire
Santans était le centre d'une prévôté dont dépendaient La Vieille-Loye, Étrepigney et Cinq-Cents, et faisait partie du domaine des souverains de Bourgogne.
Un fortin, bâti sur le sommet de la colline, protégeait les nombreux villages bâtis du Val d'Amour, ainsi qu'une voie pavée tendant de Dole à Salins et fréquentée surtout lorsque les plaines de la rive gauche de la Loue étaient inondées. Le château de Santans, détruit par "le feu du ciel" en 1794, n'a pratiquement pas laissé de vestiges.
Aux temps modernes, le village abritait également une "tuilerie royale" dont les restes demeurent encore dans le haut du village.

## Économie
La vie économique du village est basée sur l'agriculture et l'artisanat.

## Politique et administration
| Période      | Période      | Identité          | Étiquette | Qualité                    |
| ------------ | ------------ | ----------------- | --------- | -------------------------- |
| 1943         | 1947         | Alfred Sintot     |           |                            |
| 1947         | 1953         | Maurice Perrot    |           |                            |
| 1953         | 1958         | Marcel Espaze     |           |                            |
| 1958         | 1959         | Alfred Sintot     |           |                            |
| 1959         | 1965         | Charles Boilley   |           |                            |
| 1965         | 1983         | Emile Baurand     |           |                            |
| mars 1983    | juillet 2020 | Marc Espaze       | DVG       | Retraité de l'enseignement |
| juillet 2020 | En cours     | Christian Vuillet |           |                            |

## Démographie
L'évolution du nombre d'habitants est connue à travers les recensements de la population effectués dans la commune depuis 1793. Pour les communes de moins de 10 000 habitants, une enquête de recensement portant sur toute la population est réalisée tous les cinq ans, les populations de référence des années intermédiaires étant quant à elles estimées par interpolation ou extrapolation. Pour la commune, le premier recensement exhaustif entrant dans le cadre du nouveau dispositif a été réalisé en 2004.

En 2022, la commune comptait 275 habitants, en évolution de −9,84 % par rapport à 2016 (Jura : −0,81 %, France hors Mayotte : +2,11 %).
| 1793 | 1800 | 1806 | 1821 | 1831 | 1836 | 1841 | 1846 | 1851 |
| ---- | ---- | ---- | ---- | ---- | ---- | ---- | ---- | ---- |
| 541  | 515  | 535  | 605  | 637  | 657  | 657  | 669  | 632  |

| 1856 | 1861 | 1866 | 1872 | 1876 | 1881 | 1886 | 1891 | 1896 |
| ---- | ---- | ---- | ---- | ---- | ---- | ---- | ---- | ---- |
| 561  | 540  | 483  | 450  | 436  | 406  | 396  | 349  | 346  |

| 1901 | 1906 | 1911 | 1921 | 1926 | 1931 | 1936 | 1946 | 1954 |
| ---- | ---- | ---- | ---- | ---- | ---- | ---- | ---- | ---- |
| 327  | 319  | 295  | 266  | 267  | 253  | 250  | 234  | 245  |

| 1962 | 1968 | 1975 | 1982 | 1990 | 1999 | 2004 | 2006 | 2009 |
| ---- | ---- | ---- | ---- | ---- | ---- | ---- | ---- | ---- |
| 224  | 218  | 264  | 257  | 265  | 290  | 300  | 310  | 334  |

| 2014 | 2019 | 2022 | - | - | - | - | - | - |
| ---- | ---- | ---- | - | - | - | - | - | - |
| 308  | 281  | 275  | - | - | - | - | - | - |

## Lieux et monuments
L'église, placée sous le vocable de Saint-Pierre et Saint-Paul, occupe actuellement le sommet de la colline. Elle est inscrite à l'inventaire des monuments historiques. Elle possède un sanctuaire en son chœur. Elle est de style moitié gothique et moitié roman. Les grilles qui ferment l'entrée de la grande nef datent certainement du Moyen Age, et les boiseries du chœur sont d'époque Louis XIV.

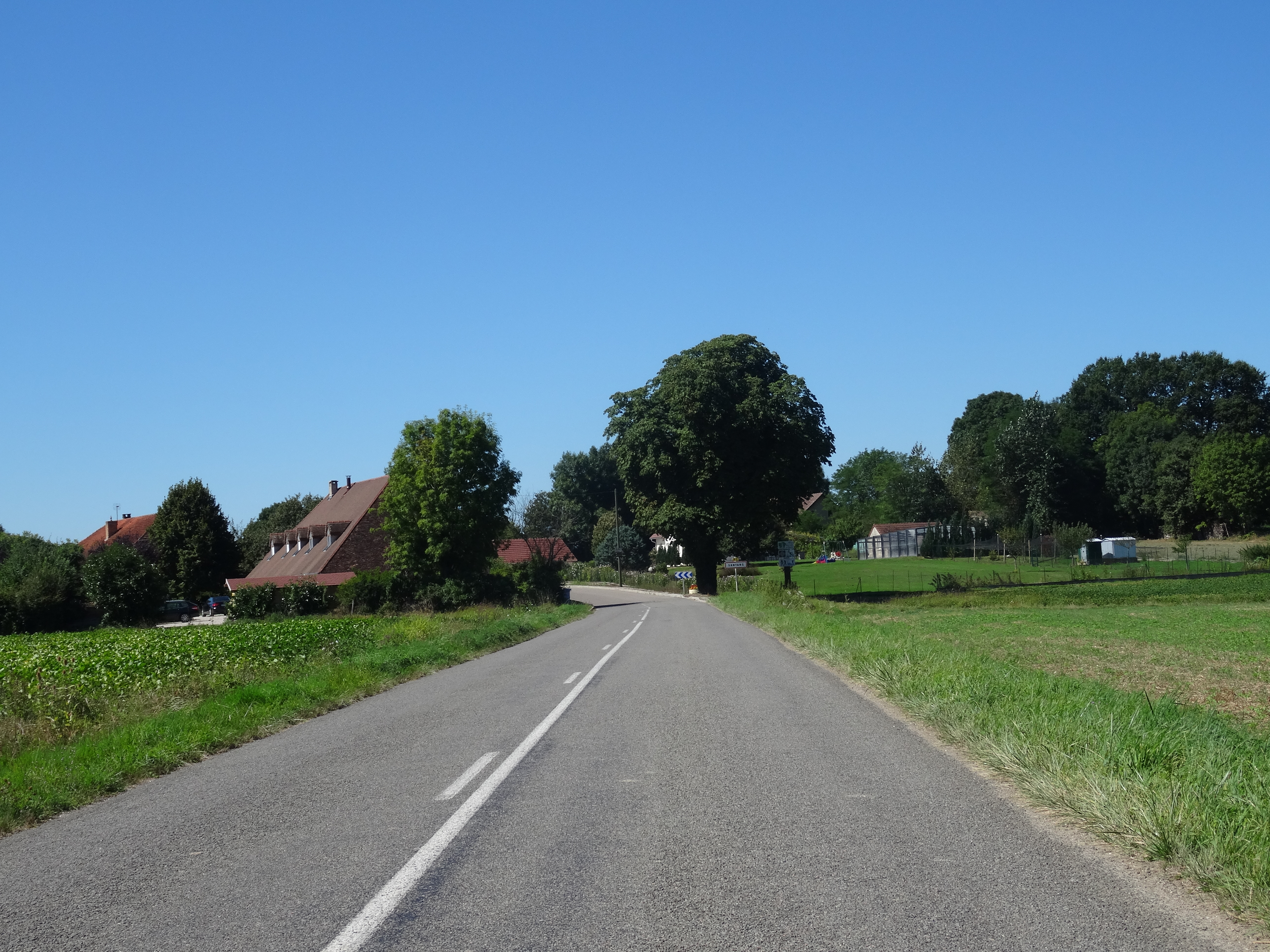
Entrée du village.
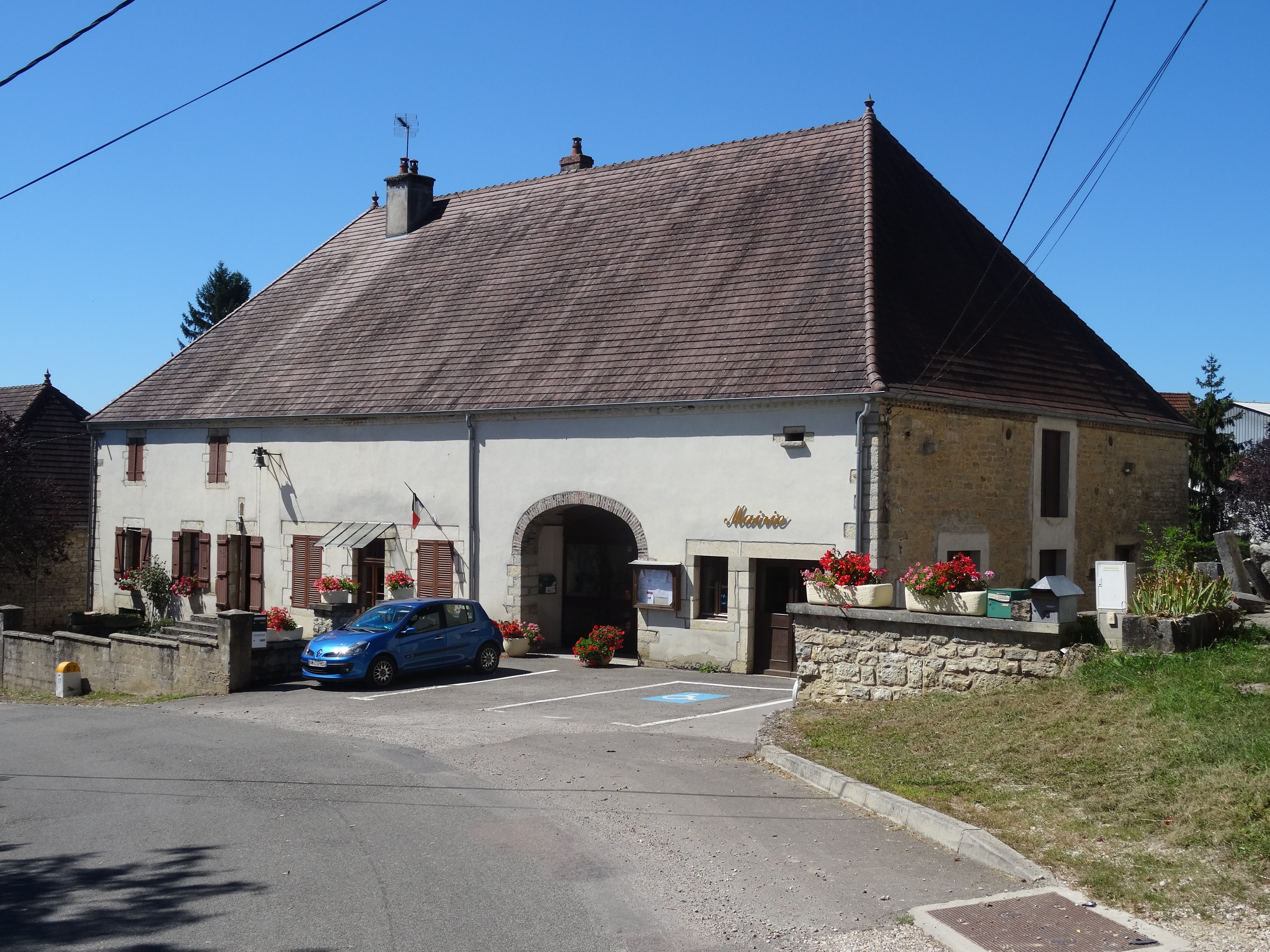
Mairie.
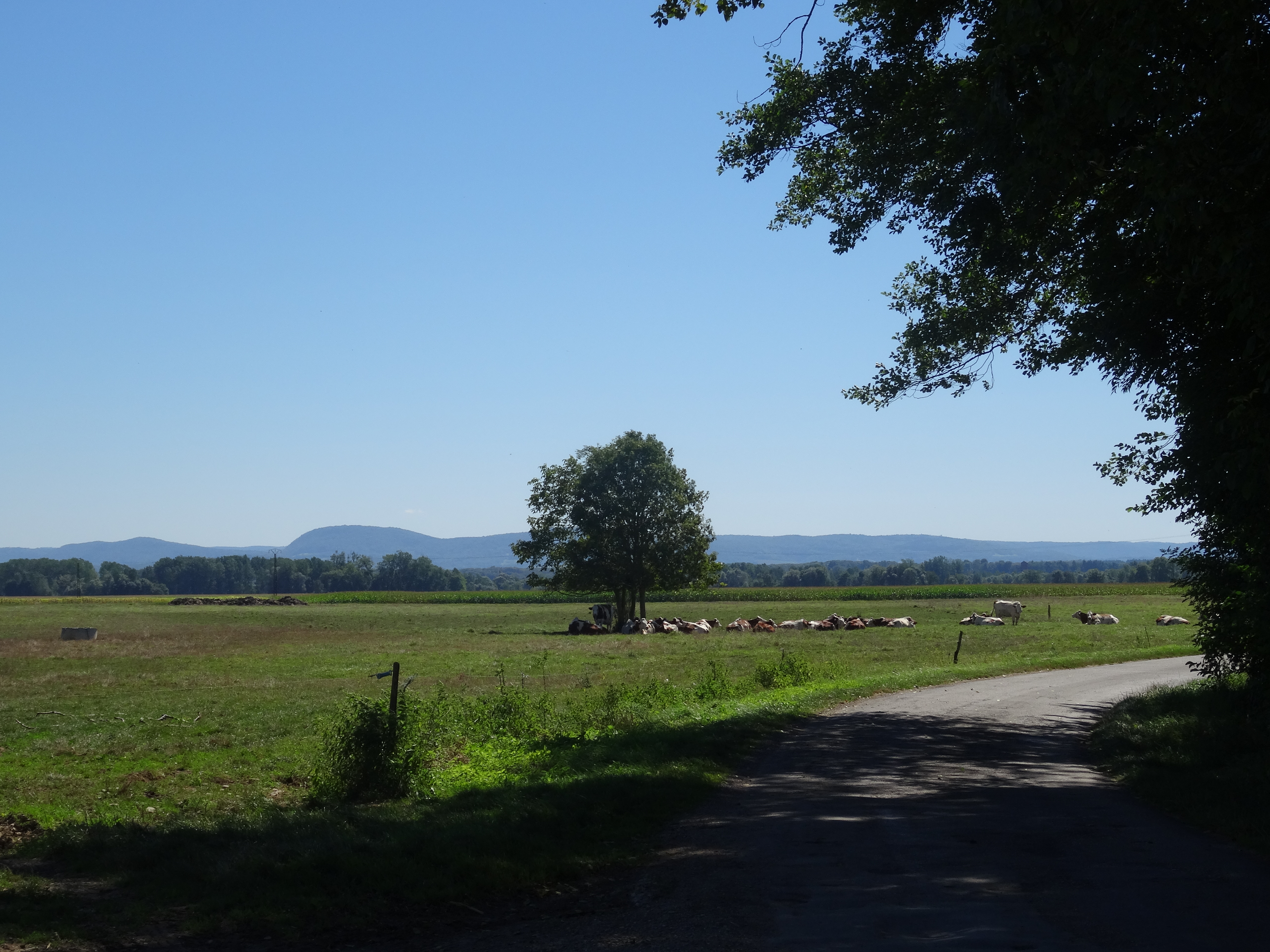
Paysage autour du village.
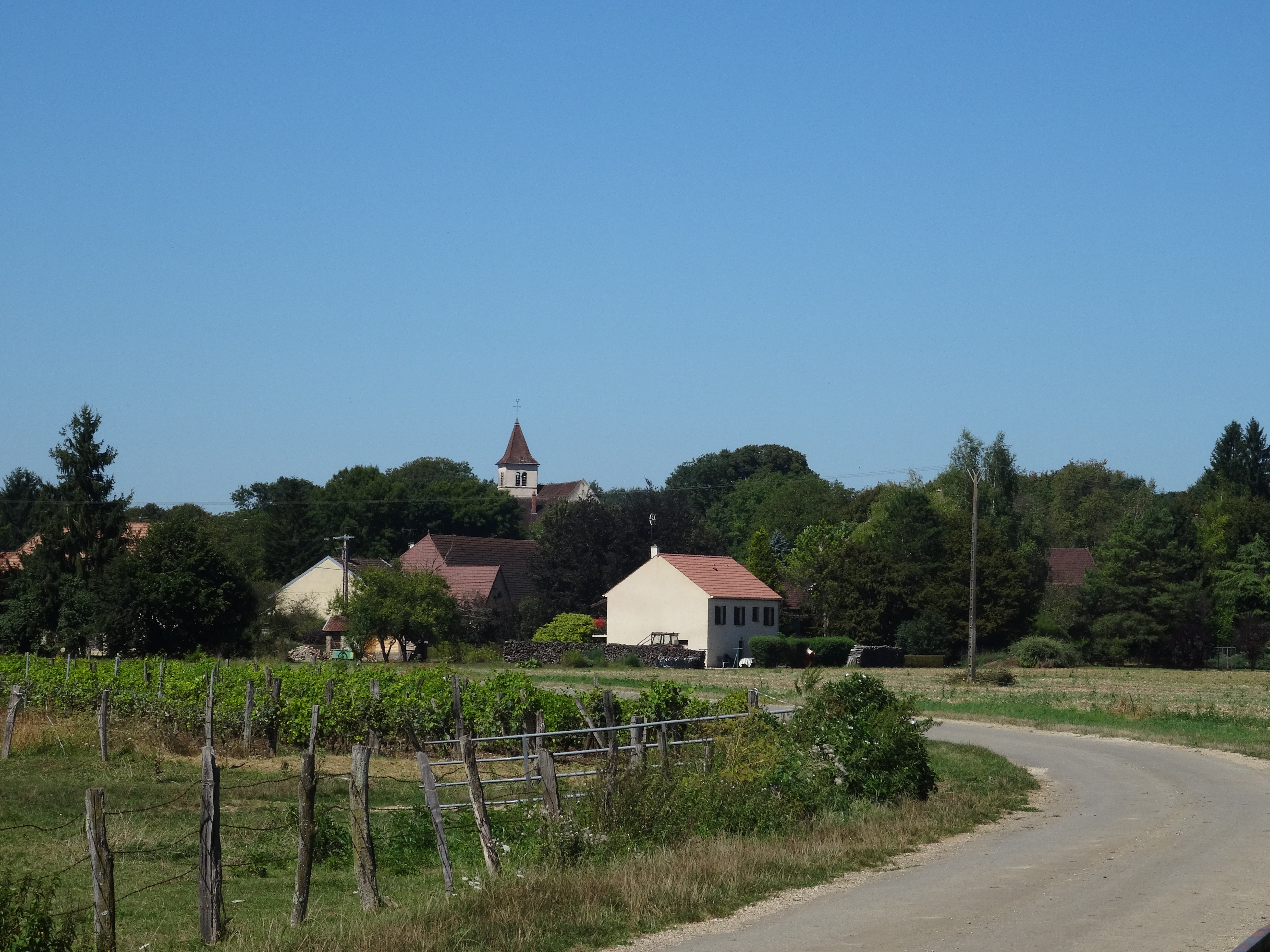
Vue du village.

## Personnalités liées à la commune
- Micheline Dax, actrice française, a vécu dans ce village pendant la Seconde Guerre mondiale.